# Quai des Célestins (Lyon)
Pour les articles homonymes, voir Quai des Célestins et Célestins (homonymie).
Le quai des Célestins est une voie publique du 2e arrondissement de Lyon, en France. Il constitue l'un des quais de la rive gauche de la Saône entre les quais Saint-Antoine et Tilsitt.

## Situation et accès
Il commence côté amont (au nord) à la passerelle du Palais de justice, au coin de la rue de l'Ancienne préfecture, à la fin du quai Saint-Antoine. Il longe la place Antonin Gourju, croise la rue d'Amboise, rue Gaspard André, rue Charles Dullin, rue de Savoie, rue du Port du Temple et rue de l'Ancienne préfecture. Il se termine côté aval (au sud) au pont Bonaparte, au coin de la place Antonin-Gourju, au début du quai Tilsitt.
Sa longueur est d'environ 200 m et il ne contient que 11 numéros de maisons.

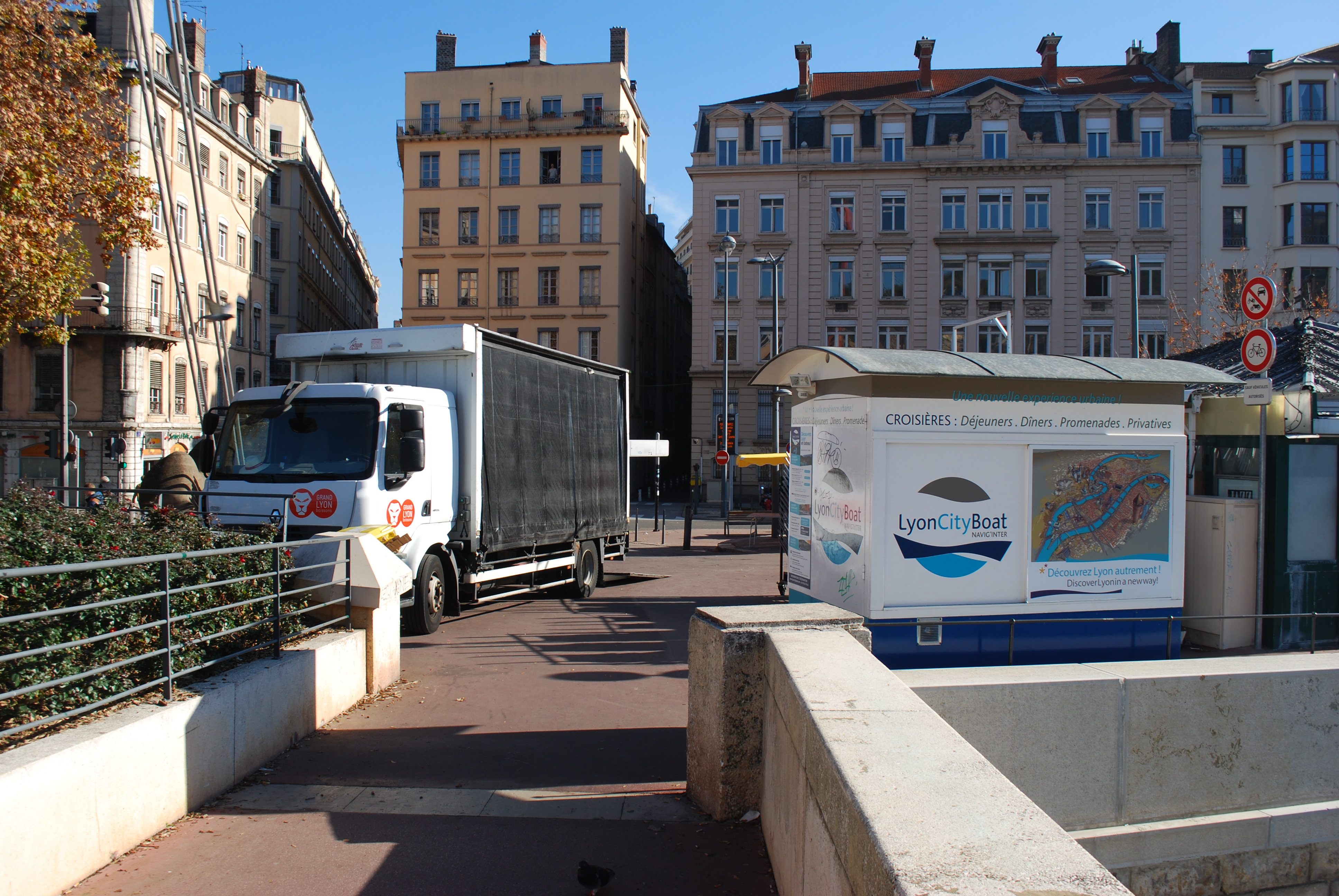
nos 1, 3 et 5 quai des Célestins, avec à gauche le no 11 et dernière maison du quai Saint-Antoine Le quai vu depuis le quai Romain-Rolland.

## Origine du nom
Le quai est attesté en 1491. Elle a été renommée en 1848 quai de la Révolution, puis renommé dès l'année suivante quai des Célestins.
Les Célestins sont arrivés à Lyon au XIVe siècle. Ils fondent un couvent qui existe jusqu'en 1779. Toutes les possessions du couvent reviennent après un procès au premier donateur du terrain, la maison de Savoie. Celle-ci revend l'ensemble à un entrepreneur qui ouvre des rues et crée un salle de spectacle pour valoriser ses biens.

## Histoire
Autrefois, il existait les places Port-du-roi et Port-du-Temple.

### Bâtiments remarquables et lieux de mémoire
Au numéro 3, le bâtiment est construit par l'architecte Joseph Chevallet. En 1903, la compagnie du gaz de Lyon y installe son siège, et y reste jusqu'en 1935. En 1936, les Hospices civils de Lyon y placent leur siège, qui y est toujours.
A l'angle de la rue Port du Temple sont placées deux plaques indiquant les hauteurs d'anciennes crues. 
Au numéro 5, des avancées du bâtiment sont décorées de poissons. 
Entre les numéros 8 et 11 se trouvait la façade du couvent des célestins. Les bâtiments ont été refait par Morand entre 1789 et 1793, même si les rez-de-chaussée sont conservés.

## Galerie

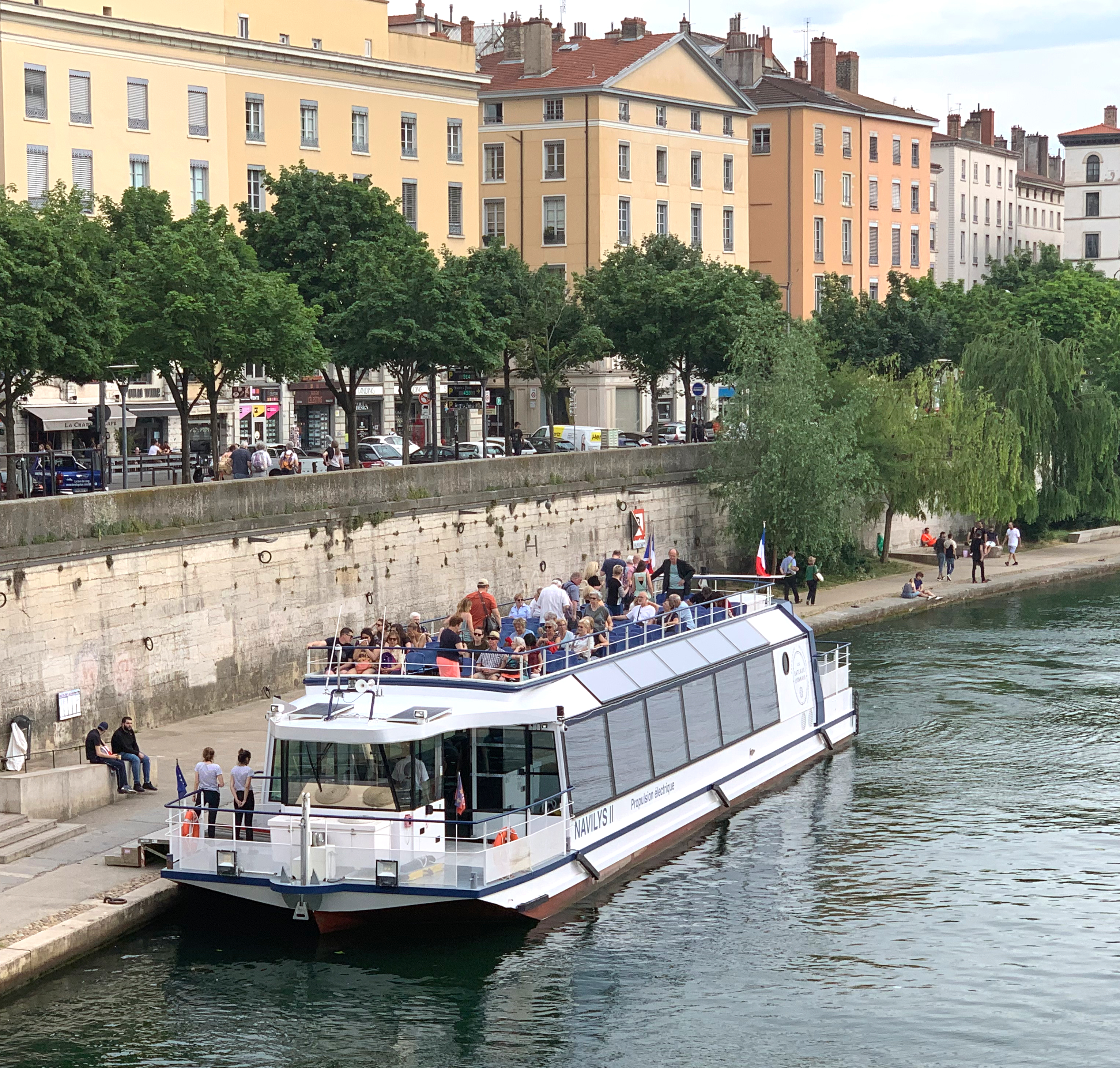
Bateau touristique fluvial devant le quai des Célestins (vue aval)
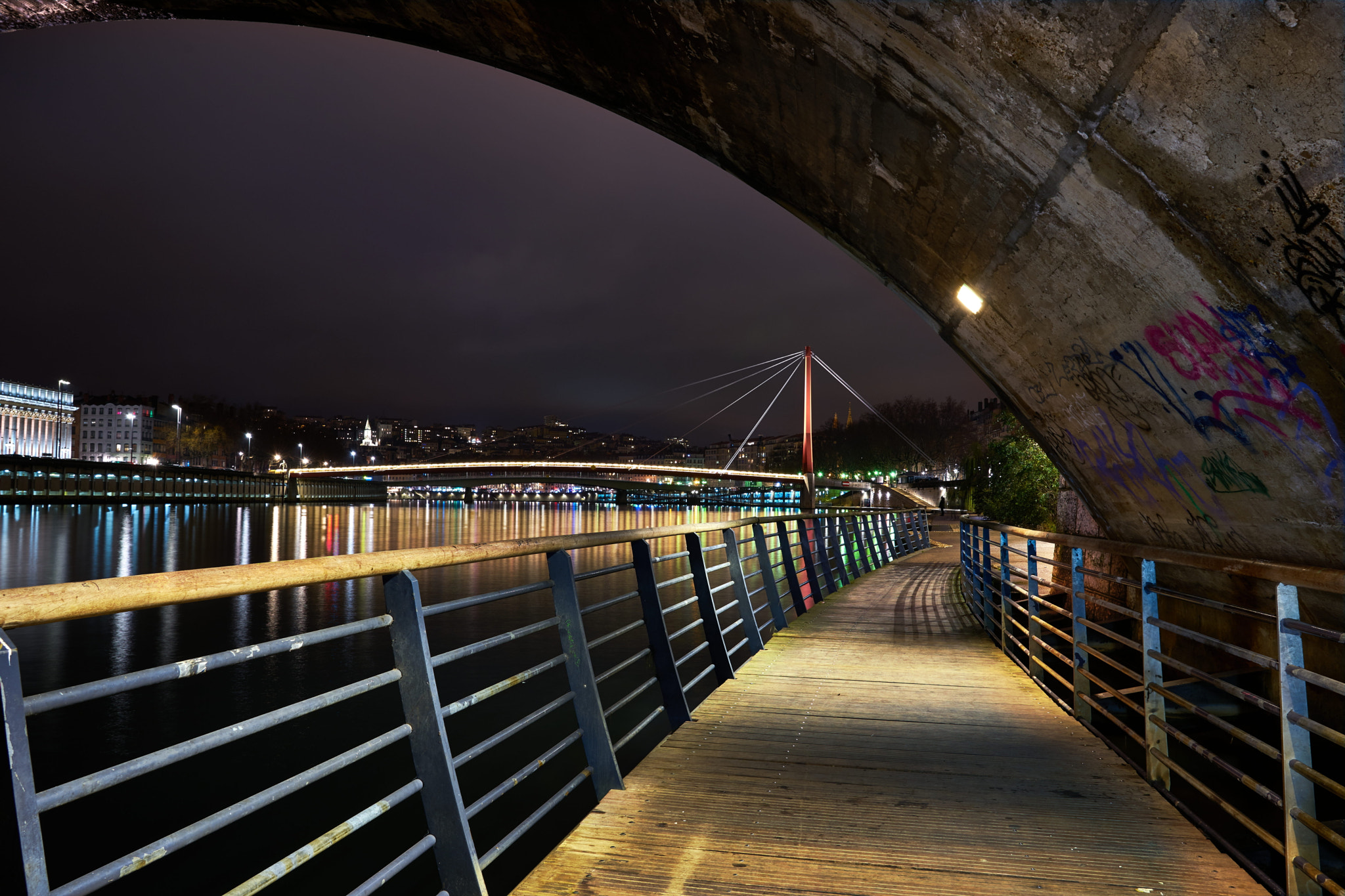
Chemin de la berge et passerelle du Palais de justice (vue amont)
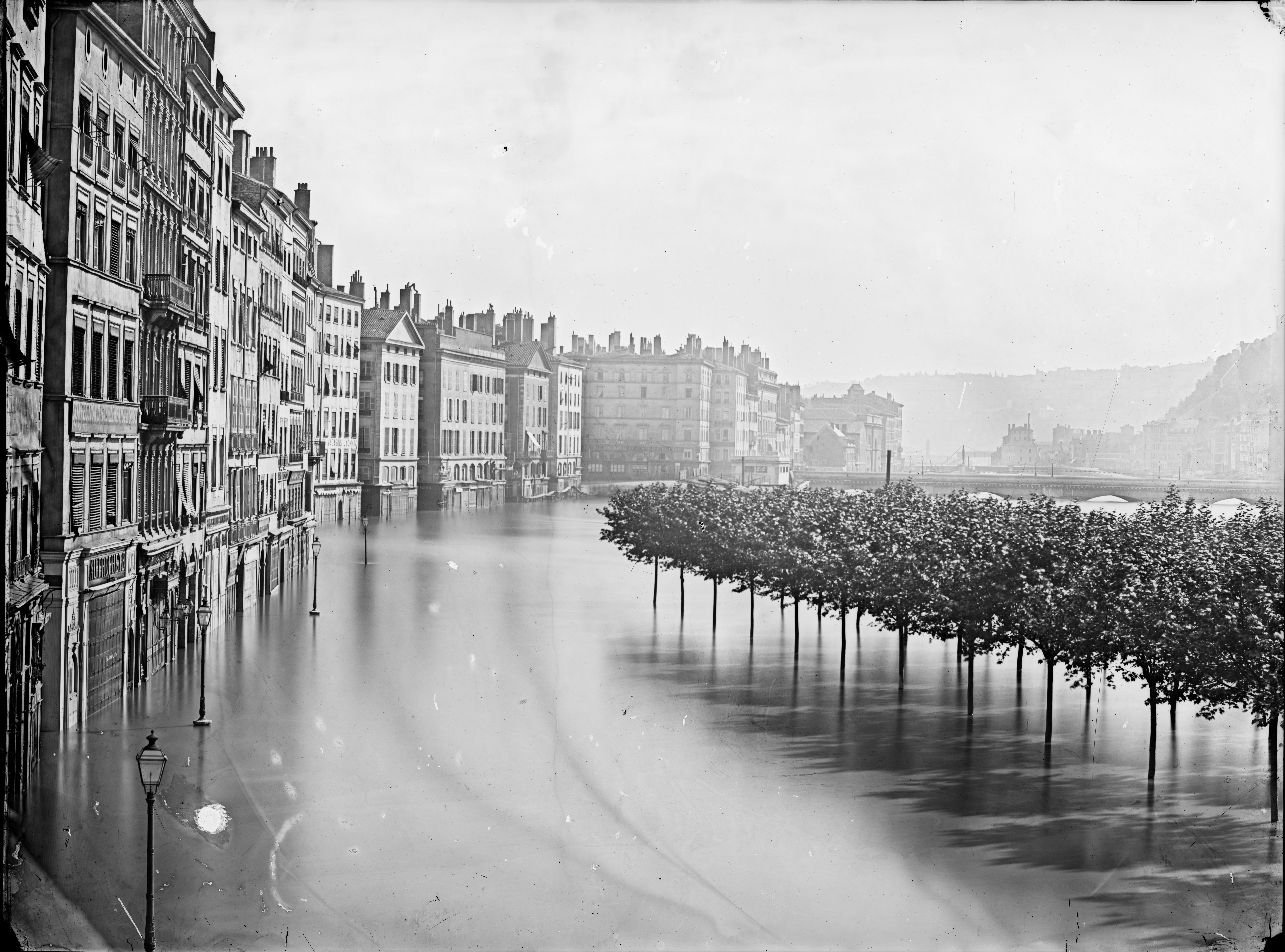
Inondations de 1865.
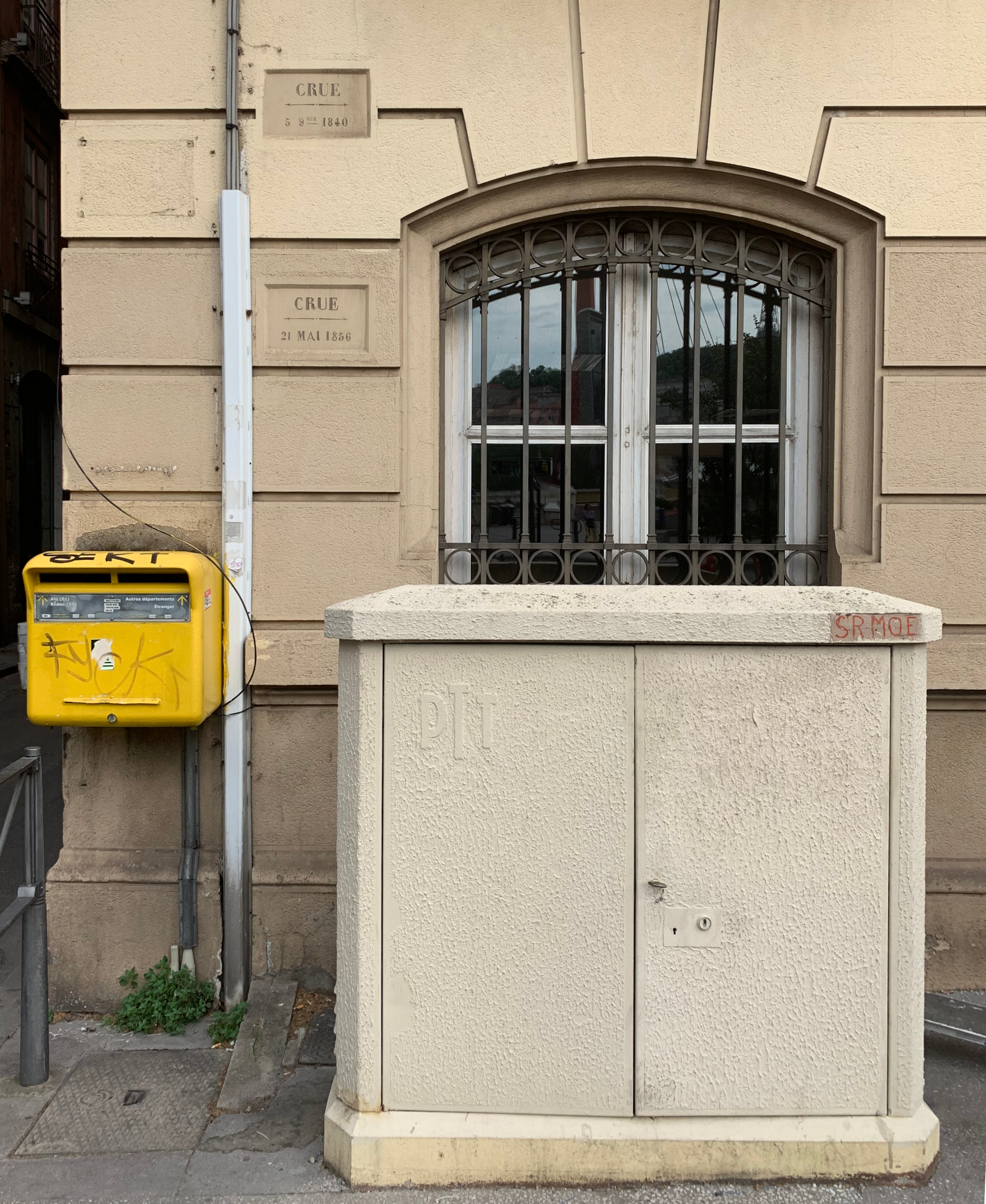
Plaques des crues de 1840 et 1856.
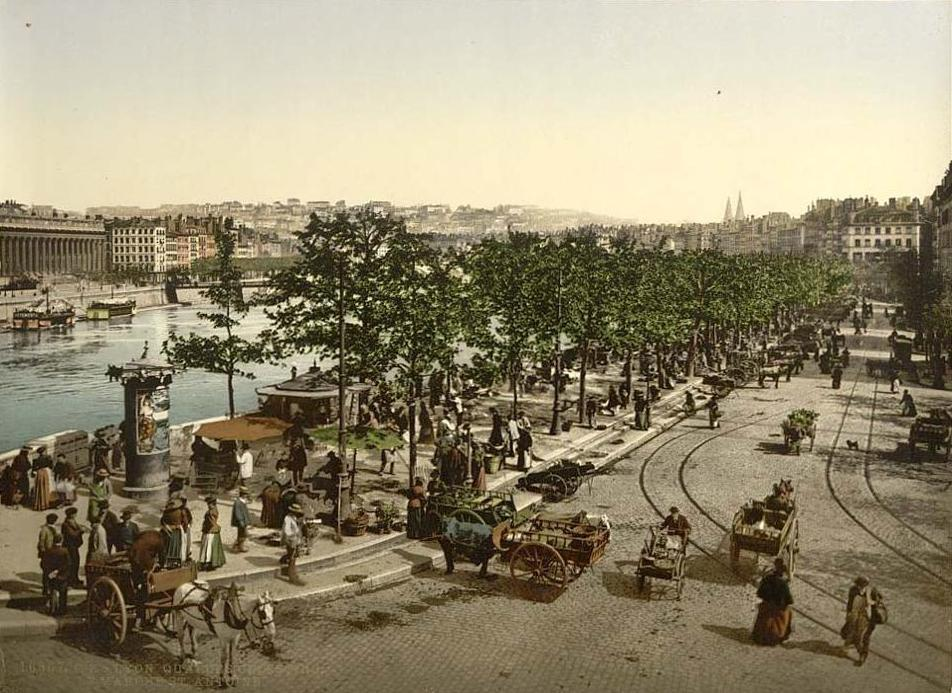
Autochrome de 1890.
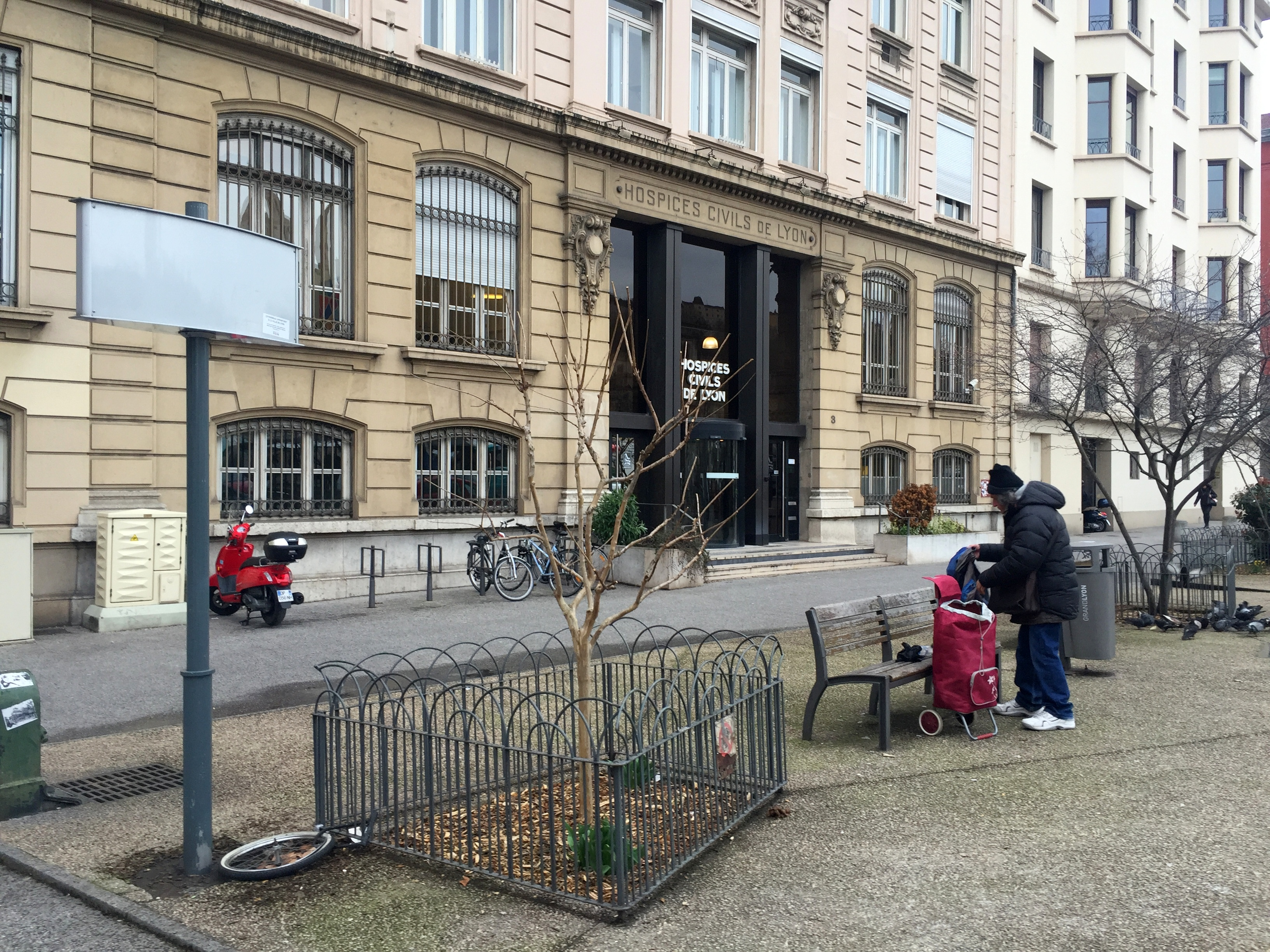
Siège des Hospices civils de Lyon.